# Révész Lajos (színművész)
Révész Lajos (Kolozsvár, 1903. vagy 1909. április 29. – ?) színész.

## Életútja
Izsó Miklós színiiskolájában tanult. Aradon kezdte pályafutását 1925-ben Szendrey Mihály színigazgatónál, ahol két évig működött. Innen a kolozsvári magyar színtársulat tagja lett és ott mint jellemszínész szerepelt. Prózai és operettelőadásokon is láthatta a közönség. 1927-ben Kolozsvárra került, ahol Janovics Jenő társulatában játszott három éven keresztül. Itt elsősorban jellemszerepeket formált meg.

## Fontosabb szerepei
- Raymond (Bisson: A névtelen asszony)
- Kuli (Klabund: A krétakör)
- Guiche gróf (Rostand: Cyrano de Bergerac)
- Huber de Linancourt (Savoir: Kékszakáll nyolcadik felesége)
- Roy Lam (Dunning–Abbot: Broadway)